# Gottfried Vollmer
Gottfried Vollmer (* 7. července 1953, Göttingen, Dolní Sasko, Německo) je německý herec.

## Život
Gottfried Vollmer se narodil v roce 1953 v Dolním Sasku, vystudoval Univerzitu umění v Berlíně. Debutoval v roce 1979 v malém televizním seriálu Parole Chicago. V roce 1980 poprvé hrál v divadle. V 90. letech natočil čtyři celovečerní filmy a nyní spolupracuje prakticky se všemi německými televizemi.
Populárním se stal v seriálu Kobra 11, kde hrál v letech 1997–2014 policistu Dietera Bonratha. V letech 2001–2002 hrál i v seriálu Kobra 11: Nasazení týmu 2. Ve filmu Hammer und Hart si zahrál s Reném Steinkem, Erdoganem Atalayem a Hendrikem Durynem.
Patří k největším současným německým komikům.
Mluví německy, výborně anglicky, dobře francouzsky, domluví se i italsky a navíc se třináct let učil latinu a řečtinu. Ovládá berlínský, hamburský a severoněmecký dialekt. Měří 199 cm, má blond, dnes šedivé vlasy a modré oči. Patří k nejvyšším hercům vůbec. Je hudebně nadaný, hraje na klavír a na kytaru. Profesionálně se věnoval i tanci (step). Kondici si udržuje pravidelnými návštěvami ve fitness centru, plaváním, hraním košíkové a tenisu. Vyznává tradiční přírodní filozofii ájurvéda. První krůčky k jejímu poznání učinil ve Švýcarsku, poté strávil několik měsíců přímo v Indii, aby se nakonec stal učitelem transcendentální meditace. Od té doby pořádá specializované kurzy a semináře.

## Osobní informace
Je rozvedený, udržuje velmi intenzivní vztah se svou bývalou manželkou Adele Landauerovou, s níž má dceru Marlene Landauerovou (* 1985). Žije v Berlíně.[kdy?]

## Ocenění
V roli Hendrika Degenhardta v sitkomu Mein Leben & Ich (2001–2006) byl nominovaný na cenu German Television Award v Kolíně nad Rýnem.

## Filmografie
- 1979: Parole Chicago
- 1982: Büro, Büro
- 1982: Sei zärtlich, Pinguin
- 1982: Kouzelný vrch (Der Zauberberg)
- 1982: Villa zu vermieten
- 1986: Detektivbüro Roth (epizoda: Das stinkt dem Schnüffler)
- 1988: Der Experte
- 1993: Der Showmaster
- 1993: Kein Pardon
- 1993: Freunde fürs Leben (epizoda: April, April)
- 1993: Stich ins Herz
- 1995: Zwei zum Verlieben (epizoda: Katja, Renate, Pauline)
- 1994-1996: Immer im Einsatz – Die Notärztin
- 1996: Willi und die Windzors
- 1996: Alles wegen Robert De Niro
- 1997-2014: Kobra 11
- 1998: Hosenflattern
- 1998: Kai Rabe gegen die Vatikankiller
- 1999: Gisbert
- 1999: Großstadtrevier (epizoda: Unter einem Dach)
- 2000: Balko (epizoda: Die Schlangenfarm)
- 2000: Nie mehr zweite Liga
- 2000: Scheidung auf Rädern
- 2000: Místo činu (Tatort (epizoda: Der schwarze Skorpion))
- 2000: Stundenhotel
- 2001-2002: Kobra 11: Nasazení týmu 2
- 2001-2009: Mein Leben & ich
- 2001: Fremde Frauen küsst man nicht
- 2001: Ich pfeif' auf schöne Männer
- 2001: Der Handstand
- 2001: Streit um Drei (epizoda: Episode vom 30. Oktober 2001)
- 2002: Fickende Fische
- 2002: Edgar Wallace – Das Schloss des Grauens
- 2002: Broti & Pacek – irgendwas ist immer (epizoda: Dr. Love)
- 2002-2003: Der Tod ist kein Beinbruch
- 2003: Körner und Köter (epizoda: Vier Pfoten für ein Halleluja)
- 2004: Poslední svědek (Der letzte Zeuge (epizoda: Der grüne Diamant))
- 2006: Hammer & Hart
- 2007: Baculka
- 2007: Lachtan pro štěstí
- 2007: Pobřežní stráž (Küstenwache (epizoda: Haffpiraten))
- 2007: Speciální tým Kolín (SOKO Köln (epizoda: Schluss mit lustig))
- 2008: Otec Braun (epizoda: Die Gärten des Rabbiners)
- 2008: Die Frau des Frisörs
- 2008: Plötzlich Papa – Einspruch abgelehnt! (epizoda: Sex und Tsatsiki)
- 2009: Exploze
- 2009: Pobřežní stráž (Küstenwache (epizoda: Pakt mit dem Teufel))
- 2010: Tag der Deutschen Einheit
- 2010: Speciální tým Kolín (SOKO Köln (epizoda: Ein Bund fürs Leben))
- 2011: Großstadtrevier (epizoda: Peanuts)
- 2011: Danni Lowinski (epizoda: Endstation)
- 2011: Wilsberg (epizoda: Im Namen der Rosi)
- 2012: Auf dem Land

## Divadlo
- Freie Volksbühne, Berlin
- Theater zum Westlichen Stadthirschen, Berlin
- Théatre du Chaillot, Paris